# كرة السرعة

صورة متحركة تبيّن لعبة كرة السرعة.

صورة متحركة تبيّن مبارة زوجية لكرة السرعة.

وراء ابتكار رياضة كرة السرعة قصة طريفة وقعت في بداية الستينات وبالتحديد عام 1960م، حين كان هنالك فتى صغير في العاشرة من عمره يدعى (حسين محمد حسين لطفي)، يهوى ممارسة رياضة التنس، وكان يقيم في شارع عرابي بجوار نادي التجديف بمدينة الإسماعيلية، ونظرًا لبعد المسافة بين منزله والأندية التي كان يمكنه فيها إشباع هوايته، فكر والده محمد حسين لطفي بابتكار طريقة جديدة تمكنه من لعب التنس في حديقة المنزل، وكان رئيس منطقة القناة للتنس الأرضي في ذلك الوقت، وفي أحد الأيام حدث لإحدى الكرات التي يلعب بها حسين ثقب أفسدها فاستبعدها وبدأ يمارس اللعب بكرات أخرى سليمة.
وعندما أخذ والده محمد حسين لطفي الكرات التي لعب بها عقب انتهاء ابنه من اللعب لاحظ محمد لطفي أن ارتداد كرات التنس المثقوبة عند إسقاطها على الأرض يكون مقاربًا للكرة السليمة، ومن هنا بدأت معالم الفكرة تتضح لديه باستغلال الكرة المثقوبة في رياضة جديدة بربطها بخيط من النايلون في قائم معدني والتمرين على ضرب الكرة بالمضرب في حيز ضيق بالحديقة، وبدأت الفكرة باللعب الزوجي بين فردين ثم اللعب الرباعي بين فريقين يتكون كل منهما من لاعبين اثنين كما في رياضة التنس وكان تجربة هذه الأنواع من اللعب يمارسها أفراد أسرة المبتكر محمد حسين لطفي وهم زوجته وأبناؤه الخمس (نادية – فادية – حسين – هادية – أحمد) وكانت أعمارهم تتراوح من 6 — 16 عام، وكانوا يقومون في البداية بعروض كرة السرعة.

## تطور الفكرة إلى اختراع رياضة كرة السرعة (speed ball)

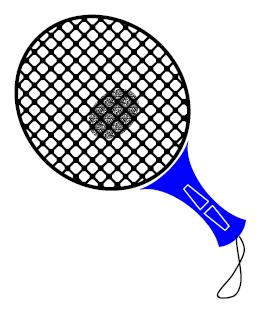

وبدأ / محمد حسين لطفى يدعوا إلى ممارسة الرياضة الجديدة ولكن واجهته بعض المعوقات منها صعوبة اللعب بمضرب ذى مواصفات خاصة فأخذ يفكر في وسيلة لابتكار المضرب فبدأ بالمحاولات التالية:-
1. مضرب التنس العادى فكان طويلاً.
2. مضرب تنس قصير وكان سريعاً.
3. مضرب راكيت وكان ثقيلاً
4. ثم صمم مضرب خاص برياضة كرة السرعة (speed Ball) من الخشب ثقيل قليلاً.
5. تم عمل ثقوب بالمضرب الخشبى لتقليل الوزن وتقليل مقاومة الهواء
6. ثم توصل إلى مضرب كرة السرعة الحالى من (البولى أميد) البلاستيك القوى. وتوسع بعدها في الفكرة ووضع أكثر من 300 جهاز يتدلى منه الحبل الذي ينتهى بكرة تنس وذلك لمعرفة مدى تقبل الشباب وأُسرهم لهذه الرياضة.

ونشر / محمد حسين لطفى الأجهزة على شواطئ مدينة بورسعيد التي تم إنشاء أول ملعب بها سمى ملعب الكرة الدائرة وكان به عشرة ملاعب يتوسطهم ملعب رئيسى أمام كازينو الجزيرة على شاطئ بورسعيد فاجتذبت عدداً كبيراً من المصطافين وذلك بمساعدة عماد رشدى محافظ بورسعيد في ذلك الوقت.
ولما كانت هذه الرياضة تمارس على الشواطئ بصفة أساسية أطلق عليها كرة الشاطئ (Beach Ball) وعندئذ تقدم / محمد حسين لطفى بطلب رسمى للسلطات المصرية للحصول على براءة الاختراع وحصل عليه عام 1962م برقم 3395، وللتأكد من عدم وجود الفكرة في أي دولة أخرى في العالم تقدم بطلبات براءة الاختراع إلى الولايات المتحدة الأمريكية والدول الأوروبية لإثبات حقه في الاختراع وحصل عليه عام 1972م ليؤكد أن هذه الرياضة مصرية ولا تمارس في أي دولة في العالم.
ومع تقدم هذه الرياضة والقوة التي تلعب بها الكرة ظهرت مشكلة جديدة وهي أن كرة التنس لا تتحمل اللعب القوى العنيف فتتمزق بسرعة مما يؤدى إلى استهلاك أكثر من 30 كرة في المباراة الواحدة فرأى مبتكر هذه الرياضة أنه من الصعب نشر هذه الرياضة كرياضة تنافسية تضاف إلى مجموعة رياضات المضرب (التنس- الإسكواش – الريشة الطائرة – تنس الطاولة) فأخذ يفكر في وسيلة لابتكار كرة جديدة ذات مواصفات خاصة تتحمل اللعب لفترات طويلة بحيث تتكون من قطعة واحدة وبدون لحام مثل كرة التنس التي تتكون من قطعتين، فإنخرط في البحث طوال 16 عاماً عن هذه المواصفات المناسبة حتى توصل عام 1978م لعمل نموذج للكرة الحالية بشكلها البيضاوى ومفرغة وبدون لحام ويسهل تثبيت الخيط النايلون بها قوياً أفضل من الطريقة السابقة وهي مصنوعة من المطاط.
وعقب الاستقرار على الشكل الجديد للكرة بدأ مبتكر هذه الرياضة في البحث عن مواصفات جديدة أيضاً للمضرب ليكون مميزاً لكرة السرعة كما تتميز رياضات التنس والإسكواش وتنس الطاولة بمضاربهم نظراً لصعوبة إنتاج كميات كبيرة من المضارب الخشبية التي كانت تمارس بها هذه الرياضة، وفكر في إنتاج مضارب مصنوعة من البلاستيك ذات مقابض مطاطية محكمة يمكن استخدامها بإحكام وتم إنتاج المضارب بمواصفاتها الحالية عام 1980م.

## التطور التاريخى لرياضة كرة السرعة
بدأ نشاط ممارسة رياضة كرة السرعة عام 1960م وكانت تسمى الكرة الدائرة وكانت تمارس في أماكن الخلاء وعلى الشاطئ، وتطورت بعد ذلك لتصبح رياضة دولية باسم كرة السرعة وأقيمت لها العروض في الأندية والهيئات الشبابية في مصر وقد مر تطور كرة السرعة بمرحلتين:

### المرحلة الأولى: (كرة الشاطئ: Beach Ball)

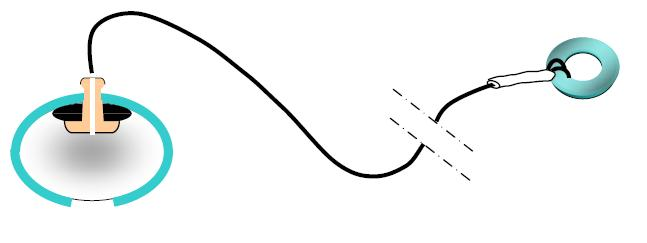

وهي رياضة مصرية ابتكرها / محمد حسين لطفى رئيس الاتحادين المصري والدولي لكرة السرعة وتتخلص هذه الرياضة في أن كرة التنس معروفة تثبت في خيط متين من النايلون بينما ينتهى الطرف الآخر من الخيط بعقدة متينة تدخل في ياي حلزونى بسبع حلقات مثبت في عمود معدنى يثبت بالأرض أو تدخل هذه العقدة في بكرة معدنية تثبت أعلى العمود المعدنى وطريقة لعبها كانت عن طريق ضرب كرة التنس بحيث تتأرجح وهي متدلاه من الخيط في الاتجاهين وفقا لأى قواعد يتم اختيارها وكان من أهم أسباب تغيير الرياضة برياضة أخرى أن التجربة أثبتت سرعة تلف كرة التنس وتمزقها بسرعة بسبب طريقة التثبيت التقليدية والتي كانت تعتمد على أحداث ثقب في كرة التنس العادية تدخل فيه قطعة خشبية في حجم نواة البلح تربط جيداً في الخيط وبعد أن يتم إدخالها تأخذ وضعاً ملامساً لسطح الكرة الداخلي على امتداد طول القطعة الخشبية كما أن سرعة تمزق الكرة يجعل هذه الرياضة باهظة التكاليف.

### المرحلة الثانية: Speed Ball
وعلى ذلك فإن هذا الاختراع والذي قدمه أيضا / محمد حسين لطفى كان يهدف إلى إيجاد كرة خاصة من المطاط تكون رخيصة ولا تتمزق بسرعة وكذلك أوجد هذا الاختراع طريقة لتثبيتها في الخيط والكرة الجديدة المحسنة من المطاط تتميز بأنها بيضاوية الشكل وغير ملحومة ومن قطعة واحدة من المطاط وتعتبر كرة السرعة الرياضة الوحيدة من رياضات كرة المضرب التي يمكن أن يمارسها اللاعب بمفرده وبمضربين (مضرب في كل يد) في آن وهو ما يميزها عن الرياضات الأخرى وتصلح لكل الأعمار.تحت اشراف الدكتور / محمد حلمى احمد خليفة

## تعريف رياضة كرة السرعة
هي رياضة من رياضات الكرة والمضرب وهي الرياضة المصرية التي تمارس بالكرة والمضرب باستعمال جهاز بسيط يجعل الكرة تدور صانعة دوائر مركزها مكان التثبيت (البكرة) في محور دائرى في مساحة لا يتعدى قطرها ثلاثة أمتار حيث أن الكرة تثبت في طرف خيط نايلون رفيع طوله 1.5 وطرفه الآخر مثبت بحلقة تركب على بكرة بأعلى الجهاز وهذه الرياضة ابتكار مصري من حيث الفكرة وبراءة الاختراع وقواعد اللعب وتصنيع الجهاز والكرة والمضرب.

## مميزات رياضة كرة السرعة
1. تنفرد بأنها الرياضة الوحيدة ضمن رياضات الكرة والمضرب التي يمكن أن يمارسها اللاعب بمفرده فهى لا تتطلب فريقاً كاملاً أو عدداً كبيراً لممارستها.
2. تعتبر كرة السرعة من رياضات المضرب التي يمارسها اللاعب بمضربين في آن واحد.
3. هي الرياضة الوحيدة في العالم والتي تقام بطولتها في اللعب الفردى (مع الزمن) في وقت قصير موحد ومحدد لكل اللاعبين.
4. تصلح لممارسة جميع الأعمار السنية من الجنسين.
5. بساطة قواعدها وسهولة تعلمها.
6. قلة تكاليفها إذا ما قورنت بالأنشطة الرياضية الأخرى.
7. صغر مساحة ملعبها وسهولة إعداده في أي مكان.
8. إمكان ممارستها في جميع فصول السنة ليلاً أو نهاراً.
9. يمكن للمعاقين ممارستها مما يساعد على رفع الروح المعنوية لهم.
10. تتميز كرة هذه الرياضة عن باقى الكرات المستخدمة في الرياضات الأخرى من أسرة الكرة والمضرب بأن لها شكلاً بيضاوياً وتصميماً خاصاً.
11. لا يحتاج إلى ملابس معينة في ممارستها فيمكن ممارستها بالملابس العادية بعيداً عن المباريات الرسمية التي تستلزم زياً رياضياً.
12. توفر عنصر الأمن والسلامة لممارسيها لعدم وجود احتكاك بين اللاعبين لوجودهما في جزئين من الملعب مستقلين يفصل بينهما منطقة محايدة (محرمة).

## فوائد رياضة كرة السرعة
1. مجددة للنشاط والحيوية وتفيد جميع أعضاء الجسم إفادة شاملة وبصفة خاصة تقوية الذراعين لاستخدمهما في اللعب الفردى بمضربين أو استخدام أحد الذراعين بمضرب واحد.
2. تؤدى إلى لياقة بدنية عالية وتوافق عضلى عصبى مما يجعلها تساعد على العلاج من الاكتئاب
3. تساعد على ضبط الأعصاب وكذا تنمية التركيز وقوة الملاحظة.
4. لها فائدة ترويحية تعود على من يزاولها.
5. تزيد من سرعة رد الفعل في اللعب الزوجى.
6. تزيد من كفاءة أجهزة الجسم الداخلية.
7. لا ينشأ عن ممارستها أي تشوه رياضى بالجسم لممارستها بكلتا الذراعين في آن واحد بمضربين.
8. جميع أجزاء الجسم (المفاصل – الحواس والعضلات) تتحرك أثناء اللعب.
9. تقوى عضلات العين لمتابعة الكرة أثناء الممارسة.
10. تساعد اللاعب على اكتساب عناصر اللياقة البدنية (السرعة – الرشاقة – المرونة – التحمل- الدقة – القوة – …. الخ).